# 姚錫光
姚 錫光（よう しゃくこう、繁体字: 姚錫光; 簡体字: 姚锡光; 拼音: Yáo Xīguāng; ウェード式: Yao Hsi-kuang）は、中華民国の政治家。

## 事績
1883年（光緒9年）、戊子科挙人となる。その後、李鴻章・張之洞・李秉衡の下で幕僚を務めている。1903年（光緒29年）、華北で女子学校を創立し、後に安徽省で知県・知州を歴任した。1907年（光緒33年）7月、陸軍部左丞に任命され、1909年（宣統元年）春には殖辺学堂監督となっている。翌1910年（宣統2年）に陸軍部右侍郎となり、1911年（宣統3年）夏には帝国憲政実進会の結成に参与した。
中華民国成立後の1912年（民国元年）7月、姚錫光は蒙蔵事務局副総裁に任命され、更に総裁を署理した。同年9月、グンサンノルブが総裁に就任すると同時に、姚は副総裁を辞任。以後、口北宣撫使、査撫津保被災商民専使を歴任している。1914年（民国3年）5月、参政院参政に任ぜられた。1923年（民国12年）1月、錫威将軍の位を授与されている。これ以降、姚の行方は不詳となっている。

## 注
1. 1 2  徐主編（2007）、1084頁。
2. ↑  郭主編（1990）、53頁による。徐主編（2007）、1084頁は「1913年9月」に辞任としているが誤りと思われる。